# Samba s Paljbom
Samba s Paljbom je 4. epizoda serijala Korto Malteze. Imala je 20 strana.

## Originalna epizoda
Originalna epizoda pod nazivom Samba avec tir fixe objavljena je premijerno u #66. francuskog magazina Pif Gadget Valiant, 30. marta 1970. godine. Hugo Prat je nacrtao i napisao scenario za epizodu.

## Sadržaj
Korto, Tristan, Pandora i profesor Štajner putuju Kortovim brodom do plaže Italoje. Ondе dolaze u posetu Zlatoustoj, koju obaveštavaju da je advokat Milner mrtav. Zlatousta prepoznaje Korta Malteza i kaže mu da je poznavala i njegovu majku. Korto se začuđuje njenom poznavanju njegove porodične istorije i u šali primećuje da ona mora da ima 200 godina. Zlatousta nudi Kortu posao. Kaže da u Sertãu ima prijatelje koji su u nevolji i da će Kortu platiti hiljadu funti sterlinga u zlatu ako mu pomogne. Objašnjava da je reč o Kangačeirosima, koji su se pobunili protiv izrabljivačke vlasti jednog zemljoposednika, s namerom da ga ukloni. Pobunjenicima su potrebni oružje i novac, te zato šalje Korta i njegov brod — koji ne bi pobudio sumnju — da im prenese sve što im je potrebno za nastavak borbe. Preporučuje mu da se kreće uz reku Sao Francisco, sve do granice Sertãa, kako bi obavio isporuku. Korto prihvata zadatak.

## Lokacija epizode
Epizoda počinje na plaži Italoje. Putuje u Sertao, što je šira oblast u unutrašnjem delu severoistočnog Brazila, koja obuhvata delove više saveznih jedinica, uključujući i Baiju. Kasnije, u potrazi za pukovnikovim imanjem, put vodi prema unutrašnjosti Bahije, kroz mesta Santa Ana i Sobradinjo, koje se takođe nalaze unutar brazilske savezne jedinice Baija. 

### Federalno ustrojstvo Brazila početkom 20. veka
Početkom 20. veka, Brazil je bio federalna država, što je postao usvajanjem Ustava iz 1891. godine, nakon ukidanja monarhije i proglašenja republike 1889. godine. U tom periodu Brazil je imao 20 saveznih država, jedan savezni distrikt (Distrito Federal) i teritoriju Akre. Bahija je bila jedna od tih federalnih jedinica i imala status države u okviru brazilske federacije.

## Repriza ove epizode
Epizoda je reprizirana u mesečniku Strip art #27 (druga serija) u izdanju sarajevskog "Oslobođenja" 1982. godine., pod nazivom Paljba, potom u Politikinom zabavniku #1833, pod nazivom Vođa je rođen, koji je izašao 13.2.1987.

## Repriza epizode u albumu
Kasnije, kada su kraće epizode Korta Malteza počele da se grupišu u albume, ova epizoda objavljena je najpre u albumu Karipska svita u izdanju Komune 1996. godine. Kasnije je objavljena u albumu pod nazivom U znaku Jarca u izdanju Darkwooda 2017. godine.

## Prethodna i naredna epizoda
Prethodna epizoda bile je Sastanak u Baiji, a naredna Orao u džungli.
Pogledti još: Spisak epizoda Korta Malteza